# Paul Krüger (Jurist)
Paul Krüger (* 20. März 1840 in Berlin; † 11. Mai 1926 in Bonn) war ein deutscher Rechtswissenschaftler und Professor für Römisches Recht. Bedeutend ist Krüger heute vor allem durch seine Editionen der römischen Rechtsquellen (Institutiones Iustiniani, Codex Iustinianus, Codex Theodosianus) und durch seine Mitarbeit an Theodor Mommsens großer Digestenausgabe.

## Leben
Der Sohn eines Tanzlehrers studierte nach dem Abitur von 1858 bis 1860 Rechtswissenschaft in Berlin. 1861 wurde er in Berlin zum Dr. jur. promoviert. 1864 habilitierte Krüger sich in Berlin für Römisches Recht. Im Jahr 1864 wurde er Mommsens Mitarbeiter für die Digestenausgabe. 1872 ging Krüger als außerordentlicher Professor der Rechte nach Marburg. 1871 wurde er in Marburg zum Ordinarius ernannt. 1872 wurde er nach Innsbruck berufen. 1873 erhielt Krüger eine ordentliche Professur in Königsberg. Im Amtsjahr 1883/84 wurde er zum Rektor (offiziell: Prorektor) der Universität Königsberg gewählt. 1888 ging Krüger als Professor nach Bonn. 1890 folgte die Ernennung zum Geheimen Justizrat. Im September 1919 wurde Krüger emeritiert.

## Werk
Von Krüger stammen die noch heute maßgeblichen Ausgaben der Institutionen und des Codex Justinians. Er war 1868 Zweitherausgeber der auf den justinianischen Institutionen fußenden Turiner Institutionenglosse. Nach dem Tode Mommsens übernahm er die Neuauflagen der kleinen Digestenausgaben (seit der 11. Auflage 1908), in die er etwa Interpolationsverdächtigungen einarbeitete.
Nachdem Krüger 20 Jahre am Codex Theodosianus gearbeitet hatte, musste er 1898 Mommsen die Edition überlassen. Dies führte zur Verstimmung im Verhältnis der beiden. Ab 1920 begann Krüger dann doch noch, auf Mommsens Edition seine eigene folgen zu lassen, die gegenüber Mommsen vor allem den Vorteil hat, dass die Konstitutionen, die nur durch den Codex Iustinianus erhalten sind, eingearbeitet wurden. Krüger kam aber nur bis zum 8. Buche, als ihn der Tod von der Arbeit riss.

## Schriften (Auswahl)
- (Hrsg.): Fragmentum de iure fisci. Leipzig 1868 (Digitalisat).
- (Hrsg.): Corpus Iuris Civilis Band 2: Codex Iustinianus. Berlin 1906 (Digitalisat).